# جوئل سوتر
جوئل سوتر (انگلیسی: Joel Suter؛ زادهٔ ۲۵ اکتبر ۱۹۹۸ ‏(۲۶ سال)) دوچرخه‌سوار اهل سوئیس است.
از باشگاه‌هایی که در آن بازی کرده‌است می‌توان به تیم یوای‌ئی امارات، روت–آکروس، و دابلیوبی ورانکلاسیک آکوا پروتکت اشاره کرد.